# 国民民主党 (日本 2020)
国民民主党（こくみんみんしゅとう、英: Democratic Party For the People、略称: DPFP、DPP）は、日本の政党。穏健保守からリベラルまでを包摂する中道政党で、与野党問わず政策本位な立場を取る『対決より解決』の姿勢をとるとしている。
公職選挙法における略称は「民主党」。マスメディアでは、「国民民主」、「国民」。
2020年（令和2年）9月11日に、旧・国民民主党の国会議員のうち新・立憲民主党へ合流しなかった玉木雄一郎らを中心とする衆議院議員7名と参議院議員6名の計13名で設立された。旧・国民民主党と本党とは、綱領やロゴマーク、マスコットキャラクター 『こくみんうさぎ』を受け継ぐなどの共通点も多いが、法令上は新規に設立された別の政党である。

## 党史

### 前史
2017年の第48回衆議院議員総選挙をきっかけに分裂した民進党はその後、立憲民主党、国民民主党およびいずれの政党にも所属しない旧民進党系無所属議員グループに分かれた。
2019年10月30日、立憲民主党代表の枝野幸男は国民民主党の小沢一郎に呼び掛け、両党の合流について意見交換を行った。12月6日に枝野は正式に国民民主党などに合流を打診。同年暮れから2020年初頭にかけて、両党幹事長と両党党首がそれぞれ協議を重ねるが、合意には至らなかった。
2020年7月15日から合流に向けた協議が再開する。合流新党には立憲民主党と旧民進系無所属議員の大半が参加する意向を示した一方、国民民主党内では反対意見も一定数あり、8月11日に国民民主党代表の玉木雄一郎は合流賛成派と反対派で政党を分割する「分党」を行うと表明。自身も消費税減税や憲法改正などの政策不一致を理由に合流新党に加わらない意向を示した。
同年8月24日、立憲・国民民主幹事長会談が行われ両党が解党した上で両党と無所属議員らが合流した新党（翌月に新・立憲民主党として結成）を結成する方向で一致した。一方で9月1日にはUAゼンセンや、電力総連など国民民主党を支持する6つの産別が、合流新党の綱領案に「原発ゼロ」の文言が入ったことや、「改革中道」の表現が盛り込まれなかったことを理由に組織内議員の合流を見送ると決定し、これを受け国民民主党内の9人の組織内国会議員が合流新党への不参加を決めた。
同年9月8日に国民民主党の総務会が行われ、玉木が要求していた合流不参加者の分党を了承。国民民主党は11日付で分党に伴い解党し14日に総務省に届け出、平野博文を代表とする 合流新党結成までの間の暫定的な新党「民主党」と玉木ら合流不参加者による「国民民主党」に分かれることとなり、総務会では玉木側が引き続き「国民民主党」の名称を使用することも了承した。なお届出上では「民主党」は同日に解党を届け出た旧・立憲民主党 とともに即日解散する形となった。

### 結党
2020年9月11日、（旧）国民民主党は新「国民民主党」と暫定政党「民主党」に分党され、14日に総務省に解党を届出、15日に設立大会を開くこととなった。新「国民民主党」の代表には、玉木のほか、前原誠司を推す声もあったが、11日に新党参加者で協議した結果、玉木の代表就任を全会一致で決め、年内に改めて地方議員・党員・日本国籍を有するサポーターらも含めた代表選挙を実施する予定とした。同日、新党に参加表明をしていた参議院議員の増子輝彦はこの方針に反発し不参加に転じ、新「国民民主党」は衆参13人での結成となった。
9月12日、無所属の参議院議員・舟山康江が入党を表明。9月13日、合流新党に参加しなかった旧・国民民主党の衆議院議員・西岡秀子が入党を表明。これにより参加人数は15人になった。
9月14日、参議院で社民党、立憲民主党などとの統一会派を解消し、労組出身の無所属議員と会派「国民民主党・新緑風会」を再結成。増子は会派を離脱し無所属となった。会派の略称は旧・国民民主党単独会派時代と同じ「民主」を使用する。一方、この時点では衆議院は統一会派を維持した。
9月15日、東京都内で設立大会が開かれ、幹事長に榛葉賀津也、政調会長に舟山康江が就任するなどの人事が承認された。
10月20日には参議院議員の川合孝典が入党し、党所属の国会議員は衆参合わせて16人となった。
10月23日には、衆議院でも社民党や立憲民主党との野党統一会派から離脱することが表明された。27日に衆議院の新会派「国民民主党・無所属クラブ」の設立を届け出、会派には国民民主党所属の7名の他、会派「希望の党」の2名（中山成彬・井上一徳）、旧立憲を除名されていた無所属の高井崇志も加わり10名での結成となった。
12月8日には結党以来初となる代表選挙が告示された。この代表選挙では執行部は同党の存在感をアピールする好機と捉え、「推薦人」を確保せずとも自分1人で立候補できる異例の対応を採ったが、立候補を模索していた前原は断念し、党内で待望論のあった衆議院議員の山尾志桜里も早期に立候補しない意向を示した。最終的に代表の玉木と、参議院議員の伊藤孝恵が立候補を届け出、18日の投開票の結果、国会議員票では同数だったものの、地方議員・党員票で玉木が伊藤に大差をつけ、代表に再選された。
2021年3月24日、民間労組出身の礒﨑哲史、濱口誠、田村麻美の各参議院議員が入党。党所属の国会議員は19人となった。

### 2021年都議選・第49回衆院選
2021年4月28日、玉木は「日本共産党は日米安保に懐疑的。その意味で共産が入る形の政権であれば入らない」と述べ、政権交代が実現した場合でも共産党との連立（政権）については否定した。6月17日には立憲民主党の枝野も連合の中央委員会で「共産党とは理念が違っている部分があるので、連立政権は考えていない」「共産とは共有する政策もあるので、パーシャル（部分的）な連携や候補者一本化について努力する」と述べ、同会に出席していた玉木は会合後「一歩前進だ」と評価した。
2021年7月の東京都議会議員選挙では、4名の公認候補を擁立し確認団体となったが、当選者は出せず全員法定得票未満、玉木は「結果は大変厳しく、厳粛に受け止めている」と述べた。7月7日の両院議員総会では、次期衆院選に向けた連合との政策協定について、立憲民主党を交えた3者協議には応じず、連合と2者で結ぶ方針を決めた。玉木は同日、立憲民主党の都議選における対応について「連合の推薦候補を互いに応援する約束だったが、我が党の公認候補ではなく、共産候補を応援する立憲の総支部長がいた。約束に反している」と述べ、不快感を示した。
7月15日、連合は立憲民主党、国民民主党と同じ文言の政策協定を別々に締結した。この協定書に書かれた「左右の全体主義を排し、健全な民主主義の再興を推進する」との文言について、枝野は明言を避けたが、玉木は「『左右の全体主義』とは共産主義、共産党のことだと認識している」と述べ、共産党側が強く反発した。7月26日には共産党が国民民主現職の浅野哲が地盤としている茨城5区に新人候補の擁立を発表。共産は玉木が共産との連立を否定した後の6月ごろから候補擁立に向け動きだしており、記者会見に出席した共産茨城県委員会の書記長・稲葉修敏は「（玉木氏の発言を）撤回した上で共産党も一緒にやりましょうとなれば、その方が大歓迎だ」と述べた。玉木は7月29日に共産党から撤回を求められていた「全体主義」発言について撤回を拒否する考えを示した が、8月17日の野党議員らの集会では一転して同席した日本共産党委員長の志位和夫に発言を撤回する考えを伝え、翌18日の記者会見で「旧ソビエト共産党など、共産主義が全体主義と非常に親和性があったことは歴史的事実だが、日本共産党を同一視したことは改めたい」と述べ正式に発言を撤回した。
2021年8月には、国民民主党北海道連代表の山崎摩耶が、立憲民主党の本多平直の議員辞職に伴い衆院比例北海道ブロックで繰り上げ当選し、実質的に立憲民主党から国民民主党に議席が1移ることになった。山崎は、2017年に旧立憲民主党から比例北海道ブロックに単独立候補して次点で落選していたが、2020年9月の旧立憲民主党の解党後にできた立憲民主党には参加せず、2021年3月には国民民主党の比例北海道の公認候補として内定していた。
8月17日、立憲民主党との間で「現職議員・公認内定者がいる小選挙区は原則、競合候補を擁立しない」「非現職の選挙区調整も政権与党を利さないよう取り組む」とした選挙協力に関する覚書を締結し、次期衆院選は両党が協力して戦うことが固まった。これに先立つ7月16日に一旦同様の覚書を両党の選対委員長が署名していたが、「比例選挙は小選挙区候補の政党の運動を原則とする」という文言に国民民主側が反発したため、同文言を削除した修正案で折り合う形となった。
8月29日、玉木は衆院選に向けた同党の立ち位置について、「自民党政権に向き合いおかしいところはおかしいと選挙を戦う」と述べつつ、長期的には「場合によっては与党とも連携し政策を実現していく」とも語った。8月30日には自民党幹事長の二階俊博が総選挙後に国民民主党や日本維新の会と連立政権を組む可能性について「選挙の情勢、国民の判断によってそういうこともあり得る」と発言。玉木は9月2日の記者会見で自民党との関係について「連立（政権）は考えていない」と述べた。
9月8日、共産、社民、立憲、れいわ新選組の4党と安全保障関連法の廃止を求める市民団体「市民連合」は、「安保法制の違憲部分を廃止」「原発ゼロ」「普天間飛行場の移設中止」「新型コロナ禍に乗じた憲法改正に反対」「消費税減税」などの次期衆院選に向けた共通政策を締結した。「安保法制の違憲部分を廃止」は現状の厳しい安全保障環境から安保法制の白紙撤回に難色を示すと見た市民連合の国民民主側への配慮があったが国民民主党はこの文言は勿論、「原発ゼロ」「普天間飛行場の移設中止」「新型コロナ禍に乗じた憲法改正に反対」といった文言にも難色を示し、署名に参加しなかった。「現実的な政策を追求するという党の理念と合わなかった」としている。
9月30日、立憲民主党の枝野は共産、社民、国民民主、れいわの野党4党との党首会談を相次いで行い、次期衆院選に向けた連携強化を確認した。また、枝野は岸田文雄が新たな自民党総裁に就任したことに伴う首班指名選挙について、自身に投票するよう野党4党に求めたのに対し、国民民主党を除く3党は応じた一方、玉木は「（立憲とは）別の会派だ。それぞれの党の政策や立場もある」として党の
独自性を打ち出すため申し出を拒否。また10月18日には玉木が「国民民主党は、アニメ・漫画・ゲーム等の振興を後押しており、表現の自由を最大限尊重します」とツイートし、インターネット上で大きな話題となっていた立憲・共産の進める表現規制を牽制した。
10月31日、第49回衆議院議員総選挙の投開票が行われ、国民民主党は比例区で全11ブロックで候補者擁立、公示前の8議席を上回る11議席を獲得し、10議席にとどまった共産党を抜いて野党第三党となった。玉木は選挙結果について「躍進できたと思っている」と述べたほか、共産党などとの候補者の一本化を進めた立憲民主党が公示前勢力を下回ったことについて、「政策を脇に置いて、選挙のために国民の思いとは違うところで、永田町の論理で物事を決めていくことに対しての国民の厳しい審判だったのではないか」と述べた。

### 野党共闘の枠組みからの離脱・日本維新の会、都民ファーストの会との連携
9月には次期衆院選において、は旧・国民民主党の時には参加していた市民連合（安保法制の廃止と立憲主義の回復を求める市民連合）を介した立憲民主党・日本共産党・れいわ新選組・社会民主党との政策協定には参加しない方針を決めた。
11月4日、役員会にてこれまで衆議院の国会対応で構成してきた共産党、社民党、立憲民主党との枠組みから離脱を決定し、これまで参加していなかった共産党、立憲民主党が主導する野党合同ヒアリングにも引き続き参加しない事を再確認した。野党国対の枠組みからの離脱は、国民民主が衆院選で非立共を掲げ、公示前の議席を上回る結果を残したことが背景にあった。11月9日には従前から野党共闘と距離を置いていた日本維新の会と幹事長・国対委員長会談を行い、法案の共同提出や改憲議論の促進で連携していく方針を確認した。
2022年1月13日、国民民主は東京都知事の小池百合子が最高顧問を務める東京都の地域政党「都民ファーストの会」と、同年夏に開催予定の参議院選挙に向けて東京選挙区で候補者を一本化する方向で調整するとし、選挙前の合流も視野に連携の協議を進めていることを表明した。
代表の玉木はフジテレビの報道番組に出演した際、都民ファーストの会と連携に向けた協議に入ることを認めた。その上で、玉木は参院選に向けて「(都民ファーストと)信頼関係がきちんとできれば候補者を一本化して共に戦うことは選挙の上でも非常に効果が出るのではないか」と述べ、候補者の一本化に向けた調整を進めていく考えを改めて強調した。同月20日には、玉木と都民ファーストの会代表の荒木千陽が東京都内で会談を行い、連携強化および将来的な合流に向けた協議を開始した。21日、日本テレビの報道番組に出演した際には都ファとの合流について「やっぱり改革中道とか、中道保守勢力の結集っていうのは私は必要だと思います。」と述べ、安全保障環境が厳しい中で自衛隊を違憲視し、日米安保破棄を掲げる共産党を暗に批判した。

### 2022年度予算案への賛成
2022年2月21日の衆院予算委員会では国民民主党が求めているガソリン税を一時的に引き下げる「トリガー条項」について、岸田総理が「トリガー条項も含めてあらゆる選択肢を排除せず、さらなる対策を早急に検討したい」と発言。これを受け国民民主党は一定の言質を取ったと判断し2022年度予算案に賛成した。
主要野党が当初予算案に賛成するのは1994年の羽田内閣下での日本社会党・新党さきがけ以来28年ぶり（新党さきがけは当時羽田内閣に閣外協力していた。後に2党は自民党と自社さ連立政権を樹立）のことであり、国民民主を「兄弟政党」と呼び、参院選での連携に意欲を見せていた立憲民主党代表の泉健太が「首班指名で『岸田文雄』と書くに等しい行為であると、我々は厳しい見方をしなければいけない」と述べるなど他の野党は反発した。また、泉は「（国民民主内でも予算案への）見解が分かれているんじゃないのか。そういったところを見定める。」とも述べ、国民民主党の候補者が与党寄りの姿勢なら、支援せずに「野党共闘」を見直す可能性に言及。文書通信交通滞在費の見直しやトリガー条項の凍結解除、政権与党に対する是々非々の姿勢などで国民民主党と歩調を合わせてきた日本維新の会代表の松井一郎も、「与党になるというなら、もう連携はできない」と批判した。また、国民民主代表代行の前原はBS-TBSの「報道1930」に出演した際、「トリガー条項の凍結解除が仮に取れたとしても、賛成する理由にはならないと思っていたし、ましてや取れてもいない段階で賛成するのはいかがなものか。与党にすり寄ったとしか見られない」と玉木の対応を批判した。一方で連合会長の芳野友子は「連合は予算案に反対しているわけではない」とし一定の理解を示した。こうした一定の理解の声がある一方で他の野党など与党除く党内外からの強い批判に晒された玉木は会見で記者から「今後の立ち位置として与野党どちらの立ち位置でいくか」と問われ「我々入閣もしてませんし、現在の権力を構成していませんから明確に野党です。どこからどうみても。」と述べ自公国連立（政権）論を一蹴した。そして「政策本位で与野党超えて協力していく」と述べ、政策本位で各党・各会派と協力していく従来の立場・方針を改めて強調した。
その後も4月19日には原油の価格高騰対策を巡り1リットルあたり最大25円の石油元売りへの補助金を拡充することで自公国の3党が合意するなど、自公両党との政策協力を進めた。

### 第26回参院選
2022年4月1日、国民民主党は、東京都の地域政党「都民ファーストの会」が立ち上げた「ファーストの会」と、互いの候補者に推薦を出し合うことで合意し、首都圏を中心に連携して活動を進めることを表明した。国民民主党は、ファーストの会と同年夏の参議院議員選挙で選挙協力を行うことで合意し、ファーストの会の東京選挙区の候補者に推薦を出すのに対し、ファーストの会は、国民民主党の比例代表の候補者のうち、産業別労働組合の出身者4人に推薦を出す相互推薦を行うとした。また、都民ファーストの会にも、相互推薦を出すとした。また、参院選前の両党の合流は見送りとなった。同月5日、同年夏の参院選で候補者の相互推薦を行う都民ファーストの会とファーストの会との合同選挙対策本部を立ち上げた。
4月20日には国民民主党と日本維新の会との間で京都選挙区と静岡選挙区において候補者の相互推薦に合意した。京都で国民民主が維新の新人候補を推薦する一方、静岡では国民民主党会派に所属する現職の山﨑真之輔を維新が推薦する予定であったが、その後、相互推薦の文書内に記載されていた「政権交代を実現する」という文言に関して、国民民主側で党内手続きを経なかったことで党内から異論が噴出し、維新側に修正を求めたが応じなかったため、5月2日に正式に相互推薦を白紙撤回することとなった。その上で改めて国民民主は京都選挙区の維新の候補について推薦することとなったが、相互推薦とは別としている。参院選では目標とする獲得議席数を7議席、比例では500万票の獲得を目指すと掲げた。
一方で自民党執行部は野党分断を狙い、国民民主党が予算案に賛成した経緯から国民現職の舟山康江が改選を迎える山形県選挙区において候補擁立見送りと舟山への推薦を一時検討した。しかし執行部の擁立見送り案に対し、自民党県連や参院自民党は反発。同年5月に自民党が独自で行った情勢調査では、自民候補が未定ながら舟山と互角に戦えるとの結果が出たため、主戦論が急浮上し、自民党は最終的に候補者を擁立し、「自国共闘」は幻に終わった。また、6月上旬には国民民主幹部が同党を支持する4産別の1つの組織内議員に対し、立憲の現職がいた岩手、新潟、山梨の3選挙区で、自民候補を支援するよう出身労組に働き掛けてほしいと求めていたと2023年8月に毎日新聞が報じた。立憲側がこうした動きを察知して抗議したため表面化しなかったが、参院選では3選挙区とも自民候補が当選した。また、自民党で選対委員長を務めた遠藤利明が選挙後に「三重は自動車総連、新潟は電力総連などが全面的に（自民候補を）支援をしてくれた」と述べ、一部地域で国民民主系労組の自民への接近があったことを示唆した。
7月10日の投開票の結果、選挙区では現職3人のうち大分選挙区で自民党候補に敗れ、議席を失ったほか、比例代表では316万票を獲得し3議席となり、選挙区との合計では改選7議席を下回る5議席となった。玉木は「何が足りなかったか分析したい」と述べた一方で「比例代表の得票数は昨年の衆院選から増えている。それはそれで評価すべきだ」とも述べ、党内からは「何とか踏みとどまった」との声も上がった。

### 安倍晋三銃撃事件
2022年（令和4年）7月8日11時31分頃、奈良県奈良市の近鉄大和西大寺駅北口付近にて、参院選の自民党公認候補の応援演説に訪れていた元総理の安倍晋三が演説中に銃撃され心肺停止の重体となったが、搬送先の病院で死亡が確認された。政府は14日、同年秋に故人の国葬を執り行う方針を固め、同日の岸田の記者会見にて発表した。22日、政府は、国葬を日本武道館で同年9月27日に実施することを決定した。代表の玉木は「国の内外から広く哀悼の意が寄せられており、国葬とすることについては理解できる」とTwitterに投稿し、様々な意見があることは前提の上で国民民主党として国葬実施に一定の理解を示した。そして9月27日、国民民主党代表として故人の国葬に参列した。
安倍の死を機に明るみに出た旧統一協会の反社会的活動を巡って玉木は8月21日、一般の宗教法人と反社会的団体を区別するための法案提出を検討していることを明らかにした。自民党と統一協会の関係について、玉木は「外国勢力がわが国の政策に、どの程度影響を与えたかとの観点から検証が必要だ」と述べ、戦後以降の状況を調査すべきだとの認識を示した。同時に「いかなる形でも、国家の重要な決定に外国勢力が影響を及ぼしうる状態は健全でない」と指摘した。9月20日、自民党の高木毅、国民民主党の古川元久両国対委員長が20日、国会内で会談し、古川は統一協会問題に関し、法整備を含めた必要な対応を集中的に議論するため、国会に調査特別委員会を設置するよう申し入れた。玉木も同日の会見で物価高対応などの経済政策や台湾情勢など厳しさを増す安全保障環境の議論を念頭に「議論が同時並行でできる枠組みづくりをすべきだ」と指摘した上で「国民的な関心があり被害者も出ている。いろんな制度改正、法改正も提案したい」と強調した。
11月8日、国民民主党は統一協会の被害者救済を念頭に悪質寄付の募集を禁止する新法の制定などを盛り込んだ被害者救済案をまとめた。同日の会見で統一協会による日本の政界への影響力工作について問われた玉木は創立者である文鮮明の過去の言説、同教団の反日的、反皇室的な教義を問題視し、「重大な安全保障上の問題として捉える問題」と述べた。今後、政治の中でもう1つ考えていかなければいけない問題として外国勢力からのロビーイング等の影響力工作に関してどう透明化を図っていくかという観点での一定の法整備について、厳しさを増す安全保障環境の中での必要性を訴えた。翌日、被害者救済案の具体的概要が声明として正式に発表された。統一協会の被害者救済新法に関し、立憲民主党が与党側との政府案の修正協議で法人などに課す配慮義務について、「配慮」という文言を「十分（に）配慮」に修正することで一致したことを理由に賛成したことを受け、玉木はTwitterで「言葉遊びで法的には意味がない」と立憲を批判。この投稿に立憲側が反発。幹事長の岡田克也が玉木に文書を送付した。「数百の法律で『十分』との文言が使われており、法的な意味があることは明白だ」と反論し、「玉木氏の発言は公党の代表として不適切であり、撤回を求める」とした。また代表の泉も記者会見で玉木の批判に対して「修正法案の提出者には国民民主も入っている。ご自身のことを問うてもらいたい」と反論した。立憲側からの連日の玉木批判に対して国民民主側も反発。幹事長の榛葉は記者会見で岡田から玉木に対して送られた抗議文の「真に必要な被害者救済に向き合わない姿勢と言わざるを得ない」との表現を問題視。「（国民民主は）現実的で実効性のある解決策を議論し、法案作りに汗を流してきた。公党に対してあり得ない表現だ」と語気を強め、「謝罪と撤回を求めたい」と語った。それと同時に榛葉は、騒動の発端となった玉木に「十分に、十分に、十分に考えて発言してください」と注意を促したことも明らかにした。同日、国民民主党は救済新法の制定を巡る与党側との実務者協議のベースとなった刑法及び組織的犯罪処罰法の一部改正案を参議院に提出した。そして12月10日、救済新法が与党や立憲、国民や日本維新の会の賛成多数で可決、成立した。

### 第2次補正予算案賛成と安保3文書改定
11月29日、国民民主党は参院選公約として訴えた電気代の値下げなどが実現したことを評価し、令和4年度の第2次補正予算案に賛成した。一方今回も他の野党が反対で足並みを揃えている中で国民民主の対応は異例のものとなった。12月9日、代表の玉木と国民民主党安保調査会のメンバーらは国会内で内閣総理大臣の岸田文雄と会談し、年末にかけて国家安全保障戦略など安保関連の3文書が改定されるのを前に国民民主党として取りまとめた独自の安全保障政策を提言した。提言では「専守防衛」を堅持・再定義し、これまでアメリカに依存してきた打撃力が十分には期待できないことから日本独自の反撃能力を保持し、年月を区切って防衛費を増額すべきだとしている。また日米防衛協力の指針、いわゆるガイドラインの見直しや迎撃ミサイルシステム「イージス・アショア」の配備再検討なども提案している。
安保3文書改定を前に日本への軍事侵攻を抑止するためのミサイルの長射程化などの能力向上は必要とする一方、自公合意に基づき政府が保有を決定した反撃能力には「賛同できない」とする「外交・安全保障戦略の方向性」と称した独自の見解をまとめた立憲民主党の方向性について12月20日の記者会見で受け止めを聞かれた玉木は「米国は（安保3文書の改定を）非常に歓迎している。否定するのであれば、政権担当能力に米国から疑問を投げかけられる可能性は否定できない」と批判した。

### 「大連立構想」と2023年度予算案への反対
2022年からは自民党の麻生太郎副総裁や茂木敏充幹事長が水面下で玉木と接触し、自公連立政権に国民民主党を加えた「大連立」について協議を進めた。12月2日に時事通信社が「大連立構想」の存在を報じると連立を組む公明党が反発。報道を受け岸田首相は「私自身、考えていない」と言明し、玉木も「承知していないし、そうした事実はない。岸田文雄首相も否定しており、それ以上でも以下でもない」と述べた。自民内では岸田が態度を明確にせず、国民側も前原代表代行が維新との連携を重視するなどしたため、その後の大連立に向けた協議は停滞した。
2023年2月24日、国民民主党は党会合で、2023年度予算案に反対することを決めた。玉木は反対の理由について「賃上げ実現国会にしようと主張してきたが、予算案の内容は賃上げ実現には不十分ということで意見が一致した」と説明したが、水面下では玉木や古川国対委員長が与党との連携を重視したのに対し、会議では第211回国会で賃上げや子育て政策で岸田からめぼしい答弁を引き出せなかったことを理由に「反対」意見が大勢を占めていた。また、統一地方選を前に、同党を支援する連合傘下の民間労組も予算案に反対していた。

### 第20回統一地方選挙
2023年4月の第20回統一地方選挙では、41道府県議選において改選前と同じ31議席を獲得。香川県議選では5議席を獲得し第2党に躍進した。市議選の獲得議席は65議席だった。国民民主党は選挙後、党の集計では公認・推薦候補を含め地方議員数は1.4倍に増えたと発表した。
統一選と併せて行われた衆参5つの補欠選挙においては、国民民主党に所属していた岸本周平の和歌山県知事転出に伴う和歌山1区補欠選挙での候補者擁立を断念した。元自民党議員の辞職に伴う千葉5区補欠選挙では浦安市議の岡野純子を擁立。同補選では立憲民主党や日本維新の会、共産党も候補者擁立を発表したが玉木は野党間の候補者調整に否定的な考えを示した。投開票の結果、岡野の得票は24，842票に留まり維新候補の得票こそ上回ったものの、3位で落選。同区では自民党新人の英利アルフィヤが当選したが、次点となった立憲民主党候補との票差はわずか約5000票だった。同補選でのしこりから、選挙後に立憲民主党の千葉県議団は国民民主党との共同会派を解散することを決めた。一方で玉木は立憲側からの恨み節に対し、「われわれは自民支持層の票も取っている。野党が割れたことがそのまま自民に有利に働いたのか、分析しないとわからない」と反論。次期衆院選に向けては「憲法、安全保障、エネルギーという国家の根幹にかかわる政策で一致しない政党とは選挙協力しない」と述べ、「憲法、安保、エネルギーという点では、立憲より維新の方が近い」とも語り、維新との連携強化に意欲を示した。
一方、5月15日には幹事長の榛葉が連合の清水秀行事務局長と面会し、次期衆院選での立憲民主党との協力について「協力できるところはしっかり協力したい」と伝えた。また、「日本維新の会が今、勢いを増しているが、働く者を代表する政党として対抗できるよう頑張る」とも述べた。16日に玉木は立憲との連携に否定的な考えを示した。17日、立憲民主党の泉代表が連合の芳野友子会長と面会し、連合側は国民民主党との連携を要請。泉は「対等に、真摯に話をしていきたい」と応じ、連合側に国民との仲介を要請した。

### 党代表選選挙と与党への接近を巡る党内分裂
同年8月21日、玉木の代表任期満了に伴う党代表選が告示され、玉木と前原誠司の2名が立候補した。国会議員1人2ポイントで計42ポイント、次期衆院選の公認候補予定者1人1ポイントで計13ポイント、党員・サポーター計28ポイント、地方議員計28ポイントの合計111ポイントを争った。同年9月2日の臨時党大会で開票が行われ、80ポイントを得た玉木が引き続き代表に選出された。任期は2026年9月までの3年間となる。
同年9月15日、第2次岸田第2次改造内閣の内閣総理大臣補佐官（賃金・雇用担当）に、国民民主党出身で元参議院議員の矢田稚子が起用された。矢田の起用の意図として「労働分野に精通している」事が挙げられるが、経済や安全保障など政策面で一致点も多い国民民主党との連携を探るねらいもあるとみられ、与野党からは「将来、国民民主党も加わる連立政権を実現するための環境整備ではないか」とも見られている。玉木代表は「代表選挙のあとに党役員人事をする際に、矢田氏からパナソニックの一社員に戻るという話があり、党の顧問も外れて一個人になっていた。基本的に本人の問題なので、党としてどうこうということはない」と述べつつ「矢田氏の能力を政権としても評価したということではないか。仮に総理大臣補佐官になったとしたら、元の仲間としてこれまでの経験と知識を生かしてぜひ活躍してもらいたい」と語った。
同年10月の衆・参2つの補欠選挙を巡っては、玉木は「共産と一緒にやることは、われわれはあり得ない。その枠組みに加わることはないし、できない」と述べ、共産党を含む野党候補の一本化に否定的な見解を示した。一方、玉木は地方組織の判断を尊重する姿勢も示した。最終的に、補選ではいずれの選挙区も立憲民主党系の候補を共産党や国民民主党の地方組織が支援する形で一本化が成立し、野党の勝敗は1勝1敗となった。
同年10月20日に開会した第212回国会は、直近の党の与党への接近姿勢を受けて、自民・公明の与党が提出した令和5年度補正予算案への党の賛否が注目されたが、党が求める燃料価格高騰対策としてガソリン税を一時的に下げるトリガー条項の凍結解除に向け、与党が協議に応じる考えを示したことを評価し、11月24日の党会議で補正予算案に賛成する方針を決めた。連合会長の芳野友子も党の賛成方針を尊重するとし、採決では自民・公明両党が提出した補正予算案に、野党では日本維新の会とともに賛成し、補正予算が成立した。
しかし11月30日、代表代行の前原誠司が与党に接近する玉木執行部の党運営を批判し、離党する意向であることがメディアで伝えられた。前原は同日、追随する元滋賀県知事・参議院議員の嘉田由紀子、前原に近い衆議院議員の斎藤アレックス、鈴木敦とともに離党届を提出した。前原ら離党届を提出した4人と無所属で衆議院議員の徳永久志は同日、国会内の記者会見で新党「教育無償化を実現する会」の結成を発表し、国民民主党は分裂した。新党は「非自民・非共産の野党協力を求める。理念を共有してくれる方々とは連携したい」とし、「教育無償化の実現に賛同いただけるのであれば、日本維新の会と連携していきたい」と日本維新の会との連携に秋波を送っている。前原ら4人が提出した離党届は受理されておらず、国民民主党は緊急の執行役員会を開いて対応を協議し、玉木代表・榛葉幹事長に対応を一任した。榛葉幹事長は会見で「政党交付金目当てか分からないが、年の暮れに新党をつくろうとする行動は国民・有権者はうんざりではないか。新党の綱領や政策はほとんど国民民主党のパクりだ。極めて残念で、筋が通らず、裏切りだ」と前原らを強く批判し、比例当選議員も含まれている事から「そもそも比例代表で当選した人は議員辞職すべきだ」との姿勢を示し、除籍などの厳正な処分の可能性を示唆していたが、同月13日の両院議員総会で前原、嘉田、斎藤、鈴木の4名の離党届を受理せず、除籍処分とした。また、比例選出の斎藤、鈴木の両名については党が比例代表で獲得した議席だとして議員辞職を勧告した。

### 自公との政策協議の決裂
国会では12月13日に立憲民主党が岸田内閣への不信任決議を提出。従来、国民民主党は不信任決議に賛成しないことが多かったが、今国会では自民党派閥の政治資金パーティー収入の裏金問題を受け、「政治への信頼という大前提が崩れている」（玉木代表）として賛成に回った。不信任決議は維新も含む主要野党が賛成したものの、自公の反対多数で否決された。国民民主党の不信任賛成を受け、14日午前の公明党の会合では、2024年度与党税制改正大綱案にあった「トリガー条項について、引き続き三党による協議を行う」との文言に異論が出た。公明は自民側に削除を申し入れ、両党の政調会長が削除を決定。15日には公明党の石井啓一幹事長が「（国民民主党は）自民、公明の作った政権に信を持たないということだ。これまでと同様に三党協議を続けていいのか」と述べ協議の打ち切りを示唆し、これに対し玉木は「協議できる環境を自ら壊しているのは与党側」として反発した。
2024年2月6日、玉木はトリガー条項を巡る三党協議から離脱すると表明。同日の予算委員会で岸田首相に条項の発動を迫ったものの、明確な回答を得られなかったことを理由として挙げた。8日には4月に予定される衆議院東京15区補欠選挙において新人で元フリーアナウンサーの高橋茉莉を公認で擁立すると発表。玉木は同時に予定される他の補欠選挙と合わせ、立憲民主党と協力を協議していることを明らかにした。12日には党大会を開き、「政策本位で協力できる政党とは与野党を問わず連携するが、『正直な政治』が大前提」とする2024年度活動方針を採択。自民党の裏金問題を受け、与党への協力に積極的な姿勢を事実上軌道修正する形となった。一方で2月10日には立憲民主党の岡田克也幹事長が立憲・国民両党の再連携の動きに対し、「（国民民主が）考え方を改めるならば懐深く対応したい」と発言。これに国民側が反発し、同月14日に調整されていた党首会談が見送りとなる事態となった。
2月25日、国民民主党は東京15区補欠選挙で擁立を予定していた高橋について、「法令に抵触するおそれのある行為があった」として公認取り消しを発表。3月5日に玉木はすでに立憲民主党が候補者擁立を決めている島根1区・長崎3区補欠選挙で党県連が立憲候補を支援すると表明した。
4月12日、東京15区補欠選挙において都民ファーストの会が推薦する作家の乙武洋匡を推薦すると発表。28日の投開票の結果、東京15区においては立憲民主党新人の酒井菜摘が当選し、乙武は候補者9人中5位となった。選挙後、国民民主党選対委員長の浜野喜史は「政権に対する批判票の十分な受け皿になれなかったことは真摯に反省しなければならない」との談話を発表した。
4月30日、名古屋市長選挙に出馬する意向を表明していた大塚耕平が離党。大塚の後任の政務調査会長には濱口誠が就任した。

### 第50回衆院選での党勢躍進

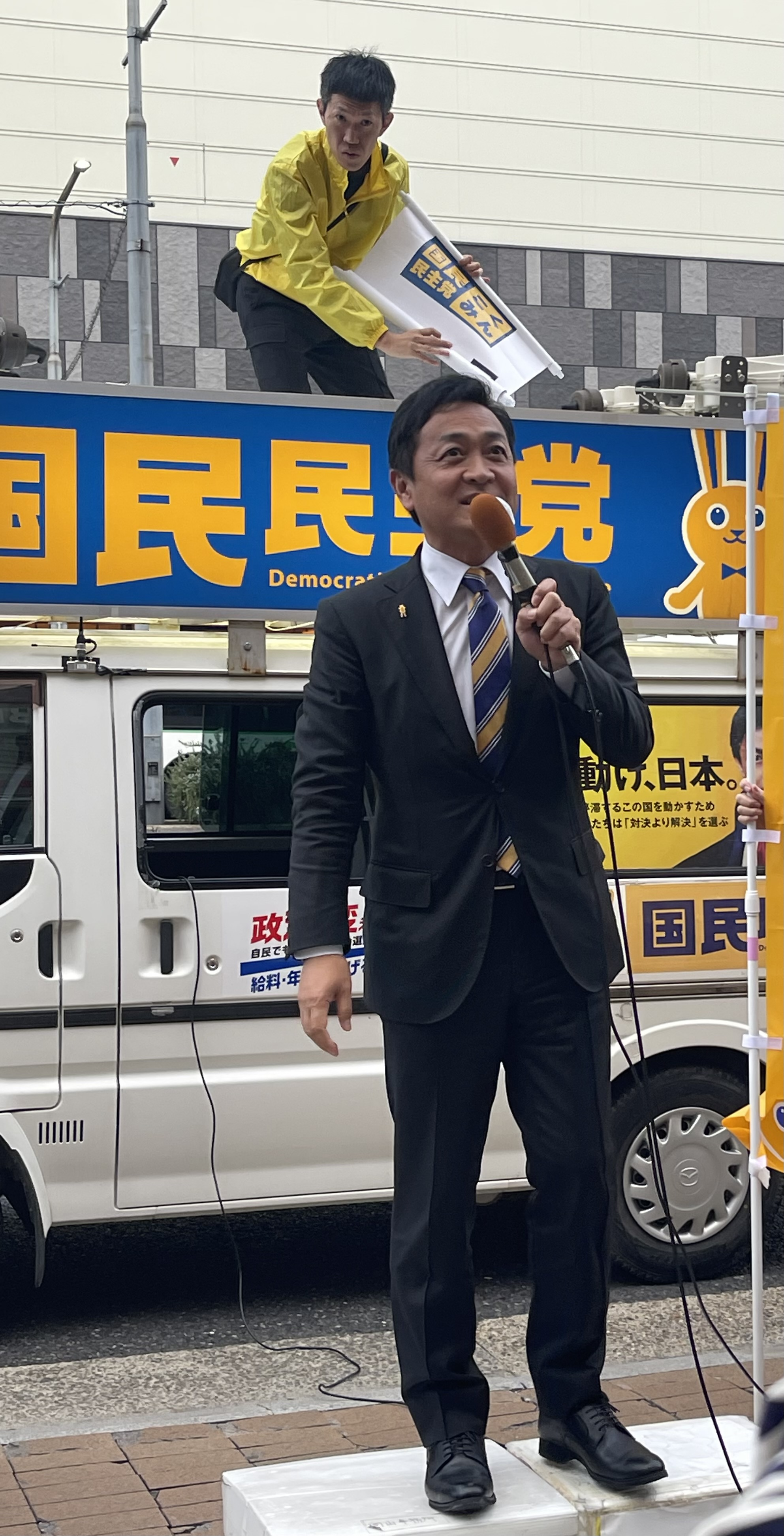
国民民主党の玉木雄一郎代表が、兵庫県神戸市中央区で街頭演説を行う。(2024年10月20日)

2024年10月27日に行われた第50回衆議院議員総選挙には、小選挙区41名（全員が比例重複立候補）・比例単独候補1名の計42名を擁立して臨んだが、立憲民主党との略称問題は解決しないまま選挙戦に突入することとなり、各候補が「比例は略さず国民民主党」とアピールする場面が多く見受けられた。
選挙戦では「手取りを増やす」をスローガンに支持を広げ、それまで訴えてきた「トリガー条項凍結解除」に加え、「103万円の壁」を178万円に引き上げることを主要政策として訴えた。序盤から各社の情勢調査において「議席上積みの勢い」との情勢が伝えられていたが、投開票の結果、前職7名全員が再選を果たした。このうち埼玉14区では鈴木義弘が公明党代表の石井啓一らを破って当選している。また、埼玉13区で橋本幹彦が政治資金問題で自民党非公認となった三ッ林裕巳を、愛知7区で日野紗里亜が元総務大臣の鈴木淳司を、愛知11区では丹野みどりが八木哲也といった自民党系前職候補らをそれぞれ破って当選し、愛知16区では福田徹が公明・立憲・共産との乱戦を制するなど、新人候補も各地で善戦した。さらに比例代表では11ブロックすべてで議席を獲得し、獲得議席数は小選挙区11議席・比例代表17議席の合計28議席と公示前の4倍増となる大躍進を見せ、8議席にとどまった共産党を再び上回り野党第三党に復帰したのに加え、24議席に終わった公明党をも上回って比較第四党へと躍り出た。
特に北海道・北関東・東海・近畿・四国の計5ブロックでは擁立した全員が小選挙区または比例代表での当選を達成する快挙となった。なお、本来であれば比例北関東ブロックで3議席目、比例東海ブロックで2議席目・3議席目を獲得できる得票数を得たが、両ブロックで国民民主党は既に名簿登載者全員が小選挙区ないし比例区で当選しており、比例名簿の登載者が不足したため、次点の政党へ割り振られることとなった（比例北関東ブロック1議席分は公明党、比例東海ブロック2議席分は自民党と立憲民主党に当選枠が分配された）。
玉木は各社の取材に対して「浮かれている場合では全くない。まだ何もやってない」と延べ、選挙の状況について「国民が何を選んでいいかが分からない選挙になってしまった」との見解を示した。また、榛葉は「（選挙結果の）一番のポイントは国民の悲鳴の表れだ」とコメントした。また、与党2党の合計議席が過半数を下回ったことを受け、記者やキャスターからは自公や立憲民主党との連立政権樹立の有無についての質問を寄せられたが、玉木は「連立には入らない」と明言し、「（首班指名選挙では）玉木雄一郎と書く」と強調。かねてより掲げていた政策本位での対応を継続する意向を表明した。

#### 玉木雄一郎代表の不倫問題
党勢が躍進する一方で、総選挙後の同年11月11日、光文社の写真週刊誌「FLASH」が玉木代表の不倫疑惑を報じ、同日の記者会見で玉木は記事の内容について概ね事実であることを認め、陳謝した。直後の両院議員総会では玉木の代表続投が事実上容認されたが、一部からは批判が上がる事となった。同月13日、榛葉幹事長は玉木の問題に関し党倫理委員会に調査を委任することを明言した。また、大塚の名古屋市長選挙立候補準備に伴う離党で、空席となっていた党代表代行に古川元久が就いた。
同年12月4日、玉木の不倫疑惑に関する党倫理委員会の調査結果を受け、両院議員総会で玉木を「代表の行為であり個人の問題でなく党の名誉・信頼を傷つけた」として3か月間の役職停止処分とすることを全会一致で決定した。玉木の役職停止期間中は古川代表代行が職務を務めることとなった。

#### 名古屋市長選での敗北
11月24日投開票の名古屋市長選挙では、参議院議員を辞して立候補した大塚耕平を自民党・立憲民主党・公明党とともに推薦したが、河村たかし前市長の事実上の後継候補となった元副市長の広沢一郎（日本保守党・減税日本推薦）に約13万票の差を付けられて、落選した。

#### 年収の壁の見直し
2024年度時点で、年収の壁には税制における103万円の壁と、社会保険料における106万円の壁、130万円の壁が存在した。国民民主党は、衆議院選挙において19〜23歳の学生が対象となる特定扶養控除の年収要件（103万円の壁）の引き上げを主張した。
自由民主党と公明党、国民民主党は12月6日、特定扶養親族の年収要件の150万円への引き上げに合意し、2025年度税制改正大綱では150万円を超えた場合も扶養対象外とならず段階的に控除額を減らすこととされた。
一方で、学生には社会保険料による130万円の壁が残るという指摘がある。

#### 基礎控除引き上げによる減税要求と財源への批判
国民民主党は2024年衆院選の公約として、1995年からの最低賃金の伸び率に基づいて所得税における基礎控除と給与所得控除（以下基礎控除等）の合計を178万円へ引き上げることを掲げており、政権に協力する条件として基礎控除等の引き上げを要求した。これに対し、所得税と住民税の基礎控除等を178万円まで引き上げた場合、国と地方の合計で7.6兆円、地方では5兆円ほどの減収になることから恒久財源が必要だという批判のほか、基礎控除の引き上げは高所得者ほど減税額が大きくなることから逆進性に対する批判が集まった。
玉木雄一郎衆議院議員は、2024年度までに至る数年間の税収の上振れと予算の使い残しを挙げ、財源の捻出は可能だとしているが、これに対しては税収の上振れは今後も続くとは限らず、恒久財源が必要だという批判がある。古川元久代表代行は所得減税の財源案として地価税を挙げたが、例えで言ったものとしてのちに釈明している。国民民主党の浜口誠政調会長は、所得減税を行うことによって、法人税と消費税収の増額が見込めるとしている。
日本経済新聞は、国民民主党とれいわ新選組を指して財源を度外視した「財政ポピュリズム」政党であるとして批判している。日経新聞は、減税を行えば経済が成長しその税収の増加で財源は賄えるという主張に対して、そのようなことは過去日本では起きたことがないとし、年収の壁への対応は基礎控除の引き上げではなく、所得に応じて税・社会保険料を軽減する給付付き税額控除によって行われるべきであるとしている。
立憲民主党の米山隆一衆議院議員は、103万円の壁は特定扶養控除の引き上げによって解消済みであり、本当に基礎控除を178万円まで上げるべきか真剣に考えるべきだと批判しているほか、玉木氏は特定扶養控除による103万円の壁と基礎控除引き上げによる恒久減税を意図的に混同していると批判している。
自由民主党の森山裕幹事長は、所得減税の具体的な財源を述べていないとされる国民民主党に対し、英国におけるトラス・ショックを引き合いに出し、「財源の裏付けのない話はしてはいけない」と述べた。
減税による減収の財源に国債を充てればインフレを招き、減税で額面の手取りが増えたとしても通貨の価値自体が下がってしまえば意味がないという指摘がある。

#### ポピュリズムとの批判と評価
国民民主党は、特に2024年の衆議院議員選挙以降、ポピュリズム的傾向があると評価されることがある。
東京財団政策研究所の森信茂樹は、国民民主党を財政ポピュリズム政党であるとし、年収における103万円での逆転現象は生じないことを挙げ、SNSベースでの発信は統計的事実に基づかないフェイクを拡散させ、まじめな政策議論を封じる可能性を生じさせているとした一方で、ポピュリズム政党が躍進した背景として中間層の二極化や、シルバー民主主義への批判があるとし、今後の政策形成ではこのような声に十分耳を傾ける必要があるとした。
ジャーナリストの伊藤惇夫は12月26日に、国民民主党は衆議院選挙においては現在とは少し異なる主張をしており、総選挙では学生が対象となる特定扶養控除の年収要件引き上げに力点を置いて支持を伸ばした一方で、特定扶養控除における「103万円の壁」が広範な有権者に支持されたことを見て基礎控除の引き上げへと方針を変えたとし、国民民主党にはポピュリズムの側面があるとしている。
評論家、著述家の真鍋厚は、国民民主党のポピュリズムは敵を作り出し分断を煽るものではなく、国民目線での政策実現を目指すものであり、政策を優先して公平性を目指す「ソフトなポピュリズム」であるとしている。真鍋は、水島治郎によるポピュリズムの研究を引用し、ポピュリズム政党の躍進は既成政党に改革を促す効果を持ち、ポピュリズム政党が野党に留まる場合において良い側面もあるとしている。

### 2025年都議選・第27回参院選へ向けての動き
第27回参院選では一人区にも候補者を積極的に擁立していく考えを示した。そのうえで日本維新の会が提案している野党候補一本化に向けての予備選実施案には否定的な見解を示した。
2025年1月26日の北九州市議選では、候補者2人がトップ当選を果たし、改選前から1議席増となった。2月9日の横浜市議補欠選挙では、立憲・維新・共産の候補を抑えて国民民主党の新人が当選した。
2025年東京都議選では積極的に候補を擁立しており、都民ファーストの会との選挙協力も模索しているとされる。
衆院選以後の党勢の拡大に伴い、前述の玉木の問題を含め所属議員の不祥事や資質面が問われる事態が度々起きている。4月には平岩征樹衆院議員が、自身の不倫問題により無期限党員資格停止処分となる事態（後に離党届を提出）となった。また、千葉県連では地方議員が国会議員からパワーハラスメントを受けたと主張・離党する問題が起き、この問題を受けて千葉県連代表である竹詰仁が党倫理委員長の職を解かれた。
また参院選へ向けて、前述の通り積極的に候補者を擁立しているが、その中には他党の元国会議員も多く含まれ、一部からはその拙速な動きに批判の声がある。当初、大阪選挙区では日本維新の会所属の衆議院議員であった足立康史の擁立を検討していたが、足立が維新所属時に連合を強く批判していたことから、連合より支援に難色が示されたことで擁立を断念した。このほか、比例区では元衆議院議員の菅野（山尾）志桜里や、元参議院議員の須藤元気を擁立する報道があったが、この報道を受けて、不倫問題などの不祥事が取り沙汰された菅野や、反ワクチン活動などで物議を醸したうえに反原発など党の活動方針を相反する主張を行ってきた須藤の擁立に、世論から批判があがったことで正式決定が先送りされるなど、混迷を招いた。しかし、5月14日、山尾（菅野）、足立、須藤、薬師寺道代の元参議院議員の4人を比例区で擁立することを決定した。平岩の離党届の受理も決定した。
この擁立決定に対し、特に山尾、須藤の擁立に対して支持者を含め、SNSなどを中心に世論から猛反発が起きた。玉木代表は記者会見でこれらの候補者に党の理念や重要政策への賛成を約束させる「確認書」の提出を求め、これに反した場合は議員辞職を求める意向を示したが実効性の面などで疑義を呈する識者の意見もある。擁立決定後、各メディア調査による国民民主党の支持率が軒並み低下する事象が起きた。各候補者のうち、渦中の山尾は6月10日に参院選出馬に向けての記者会見を行い、党の支持率低下と過去の不祥事への謝罪を行ったうえで出馬を表明したが、メディアなどから厳しい追及を受ける形となった。その後、記者会見の内容に対して世論に加え党内からも山尾の擁立に対して異論が噴出し、結局、会見の翌日となる同月11日、国民民主党の両院議員総会で山尾の公認を取り消すことを決定した。前日の会見で山尾は「玉木代表から声をかけていただいた。『もう一度戻って一緒にやろうよ』と言っていただいた」と出馬への経緯を説明しており、玉木が主導して擁立に動いたことから、玉木を含めた執行部に対する責任論が浮上することとなった。

#### 東京都議選で初議席獲得
前述の通り、不祥事やトラブルの影響が懸念された2025年東京都議選では最終的に18名の公認候補を擁立したが、投開票の結果9名が当選し、全敗に終わった前回2021年の選挙から一転して都議会で初めて議席を獲得した。

#### 第27回参院選で躍進
第27回参議院議員通常選挙では選挙区に22人と、比例区に19人の合計41人が立候補。玉木は今回の選挙で16議席以上の獲得を目標として、非改選の5議席を含め予算を伴う法案を提出できる21議席以上を目指すと表明。「手取りを増やす夏。」をキャッチコピーに、所得税がかかり始める「年収103万円の壁」の178万円への引き上げや、消費税の一律5％への減税、ガソリンの暫定税率廃止などを前年の衆院選から引き続き公約に掲げた。
7月20日、投開票の結果、選挙区10議席・比例7議席となり、改選4議席の4倍以上となる17議席を獲得し、玉木が目標に掲げた16議席をクリアした。比例の得票数では自民党に次いで2番目となり、野党ではトップ。選挙区でも大阪以外の4人区（埼玉・神奈川・愛知）で議席を獲得し、東京では2議席（牛田茉友・奥村祥大）を得るなど躍進。2人区の静岡では6年前に自民の後塵を拝した幹事長の榛葉が約75万票を獲得して2位以下を大きく引き離すトップで当選した。1人区では保守王国と呼ばれた富山で自民現職を約8千票差で下して議席を奪取、玉木の地元である香川のほか、元山梨県知事の後藤斎を擁立した山梨でも当選した。
一方で同じく躍進した参政党が勢いを上回った選挙区もあり、複数区でも兵庫では支援を巡る発言の軋轢から国民が推薦を行わなかった泉房穂に大きく水をあけられる形で公認候補が5位で落選し、同様に最終的には比例区候補に回った元維新の足立康史の選挙区公認を巡り、連合側とひと悶着があった大阪でも維新候補2人の当選を許し、公認候補が6位に沈むなど当初の勢いを削がれた選挙区も少なからずみられた。北海道では新人候補が3位当選した自民現職に約9000票差、次点の参政新人に約700票差の僅差で惜敗。比例区では産別候補4名が全員当選したほか、元衆議院議員の足立が当選して国政に復帰したが、擁立に物議を醸した須藤は次点に終わった。しかしながら今回の選挙の結果、非改選の5議席と合わせて国民民主党は21議席以上を確保し、参議院で予算を伴う法案を単独で提出することが可能になった。
各社の出口調査によると、特に無党派層からの支持を集め、共同通信や時事通信の出口調査では、無党派層が比例区でどの政党に入れたかの調査でトップの支持となった。また世代別で見ると、10代（18歳、19歳）と20代の若年層からの支持が最も多かった。NHK・読売新聞・日本テレビ系列局30社による合同出口調査によると、比例で10代の23%、20代の25%の支持を集めた。

## 理念

### 政治的立場
本党の前身である民進党、旧・国民民主党と同様に「自由」「共生」「未来への責任」を基本理念として綱領に掲げ、「生活者」「納税者」「働く者」の立場に立つと謳う。また、「穏健保守からリベラルまでを包摂する改革中道政党」を綱領に謳っている。ただ、結党の経緯上左派をはじめリベラルの多くが立憲民主党に流れたことなどにより、中道保守的な面が強いとされる。安全保障政策に関しては、原子力潜水艦の保有を主張するなど、インターネット上では「自民党よりも保守的」だと評される場合もある。

### 政策本位での連携
初代代表の玉木は、（旧・国民民主と同様に）現実的で左右に偏らない正直な政治を貫く「政策提案型の改革中道政党」、（旧来の与野党の対立から抜け出し）「対決より解決」を目指すと標榜した。また、政策が一致すれば与野党関係なくあらゆる政党・会派・政治家と連携する意思を標榜する。

## 政策
「手取りを増やす。」や「手取りを増やし、インフレに勝つ。」をコンセプトに政策4本柱などを掲げている。以下掲載の政策は国民民主党の公式ホームページに掲載されている「国民民主党の政策2024」を参照。より細かい政策については政策パンフレット2024や政策各論インデックスを参照。

### 政策4本柱

#### 給料・年金が上がる経済を実現
- 減税、社会保険料の軽減、生活費の引き下げで消費を拡大
  - 消費税を5%に減税
  - 所得税減税
  - 基礎控除等を103万円→178万円に拡大
  - 年少扶養控除を復活
  - 負担能力に応じた窓口負担
  - 公費投入増による後期高齢者医療制度に関する現役世代の負担軽減
  - トリガー条項の凍結解除によるガソリン代負担軽減
  - 再エネ賦課金の徴収停止による電気代負担軽減
- 成長分野への投資減税（半導体、蓄電池、AI、Web3.0等）、暗号資産への申告分離課税導入（最大55%→一律20%）等で投資を拡大
- 「中小企業・非正規賃上げ応援10策」

価格転嫁の徹底、賃上げ減税拡充、介護･保育等の処遇改善、「年収の壁」対策
- 年金額に連動する賃上げに全力（給料が上がれば年金も上がる）
- 最低保障機能強化による安心の年金制度

#### 自分の国は自分で守る
- 南海トラフ地震や首都直下型地震等への防災・減災対策強化（避難所となる体育館等の空調整備等）
- 災害や感染症まん延時に給付金を申請不要で即振込可能に（「命の口座」）
- エネルギー、食料、医薬品、半導体等の国内調達を拡充
- 食料自給率50%実現に向け「食料安全保障基礎支払」を導入
- 原発の建て替え・新増設により、輸入に頼らない安価で安定的なエネルギーを確保、同時に火力発電の高効率化による現実的なカーボン・ニュートラルの推進
- 防衛産業の育成・強化、能動的サイバー防御の年内法制化
- 防衛施設周辺以外も対象とした「外国人土地取得規制法」の制定

#### 人づくりこそ、国づくり
- 年5兆円程度の「教育国債」を発行して子育て予算と教育・科学技術予算を倍増
- 3歳からの義務教育化で幼児教育の質を向上
- 高校までの授業料完全無償化、給食代・修学旅行費等の無償化
- 子育て・教育、奨学金に関わる所得制限の撤廃
- 働く若者の所得税・住民税減免、奨学金債務の負担軽減（教員等は全額免除）
- 所得税の「塾代等控除」創設
- 家庭と仕事の両立、勉強等の時間を確保する「可処分時間確保法」制定
- ひとり一人に寄り添うダブルケアラー対策、ビジネスケアラー対策、就職氷河期対策の推進、尊厳死の法制化を含めた終末期医療の見直し
- カスタマーハラスメント対策法制化

#### 正直な政治をつらぬく
- 裏金や「非公開・非課税のお金」を許さない政治資金規正法再改正、旧文通費全面公開、政策活動費廃止
- 政治資金を監視する「第三者機関」を来年３月までに設置
- 衆参の選挙制度改革、政党法制定、国会改革等
- インターネット投票導入、被選挙権年齢18歳に引き下げ
- 大規模災害などの緊急事態に国会機能を維持するための憲法改正

### 重点政策

#### 医療制度改革
2024年9月26日、「国民民主党重点政策2024の実現に向けた医療制度改革」を発表した。

#### 就職氷河期世代対策
2024年6月21日、「就職氷河期世代政策に関する提言」を発表した。ここでは提言の概要を抜粋して紹介する。

#### 中小企業・非正規賃上げ応援10策
2024年3月28日に「中小企業・非正規賃上げ応援10策」を発表した。

#### 緊急経済対策
2023年10月11日に約15兆円規模の最新の経済対策を発表した。

##### 国民民主党経済政策「もっと！手取りを増やす」
2025年3月26日に、与党側が受け入れることを目指してより政策的な優先順位の高いものに内容を絞った「国民民主党経済政策『もっと！手取りを増やす』」を発表した。

#### 子ども・子育て・若者
国民民主党が2023年2月8日にまとめた『子ども・子育て政策と財源についての考え方』の前文と9つの方針（より詳細な説明は『子ども・子育て政策と財源についての考え方』にて）を抜粋して紹介する。

#### 憲法
国民主権・平和主義・基本的人権の尊重といった現行憲法の基本原理は堅持し、こういった基本原理を時代が変化しても堅持し続けるために現行憲法をアップデートする必要があるとしている。結党から3ヶ月後の2020年12月に、自民党などのようにつまみ食いではなく網羅的な憲法改正に向けた論点整理（中には条文案まで）をまとめている。ここでは戦後憲法議論の最大の焦点となってきた憲法9条と、自民党が野党時代の2012年に発表した憲法改正草案に項目として掲げたことで論点として浮上したいわゆる緊急事態条項、その他の主な条文に対する国民民主党の考え方を詳しく紹介する。

##### 憲法9条
戦力は保持できないが自衛のための必要最小限度の実力(=自衛隊)は保持でき、交戦権は否認されるが、必要最小限度の実力行使(=自衛行動権)は容認されるという一般国民にも国際社会にも容易に理解しがたい政府解釈の積み重ねを繰り返してきたことで、9条が現実を規律・統制する規範力を失ったこと、9条が改正されることなく2015年に安保法制が成立したことでその防衛政策論としての当否はともかく、9条の規範力・統制力が突き崩されてしまったことなどを踏まえて9条に国家の最高法規としての規範力・統制力を復活させる必要性があるとしている。
9条に規範力を復活させるために【論点1】明文化するルールの内容、すなわち、安全保障政策として「自衛権行使の範囲」について、憲法上どこまで認めることとするのか、【論点2】そのような自衛権を担う実力組織としての「自衛隊」の保持及び統制に関するルールについて、【論点3】9条2項の「戦力の不保持・交戦権の否認」と、上記の【論点1・2】の検討から導出された「自衛権行使の範囲」「自衛隊の保持・統制ルール」との関係をどのように整理するべきかという3つの論点を列挙した。このうち【論点1】の憲法上認めるとしている自衛権の範囲については以下を列挙している。
Ⓐ 個別的自衛権(いわゆる旧3要件)
Ⓑ フルスペックの集団的自衛権
Ⓒ 以上のⒶⒷの中間として「限定された集団的自衛権」
の3パターンを例示している。条文イメージとしては《㋐案》9条2項を改正してⒶ又はⒸを明記し、実力組織の保持ができる旨の新たな規定に書き換える、《㋑案》9条2項をそのまま残した上で「9条2項の規定ににかかわらず、Ⓐ又はⒸの範囲に制約された『戦力』『交戦権』を認める」旨の例外規定を置くという2案を提示している。
日本国憲法 - e-Gov法令検索

日本国憲法第9条
①　日本国民は、正義と秩序を基調とする国際平和を誠実に希求し、国権の発動たる戦争と、武力による威嚇又は武力の行使は、国際紛争を解決する手段としては、永久にこれを放棄する。
②　前項の目的を達するため、陸海空軍その他の戦力は、これを保持しない。国の交戦権は、これを認めない。

##### 緊急事態条項
2020年の論点整理の中で、どのような事象を緊急事態とするか等、論点をまとめた上で「緊急事態条項が危ないのではなく、まともな緊急事態条項がない中で国家がいとも簡単に行政権を濫用したりすることが危ない」との問題認識から、2022年に国民民主党としての包括的な緊急事態条項の条文案を発表している。なお、国民民主党の考えている緊急事態条項は2012年の自民党憲法改正草案のような権力行使を容易にするようなものではなく、むしろ権力行使を適切に統制するものである。条文案は長いため、第95条の2の第1項のみ抜粋する。
なお、2023年3月30日に日本維新の会や衆院会派「有志の会」とまとめた緊急事態条項、とりわけ議員任期の延長に関する部分のみの共通の条文案を発表している。

##### その他
※太字は改正部分
- 思想・良心の自由を定めた憲法19条について、「思想及び良心並びにその形成の自由は、これを侵してはならない。」に改正する
- 憲法24条について、「婚姻は、両者の合意のみに基いて成立し、両者が同等の権利を有することを基本として、相互の協力により、維持されなければならない。」に改正する
- 憲法53条について、「いずれかの議院の総議員の四分の一以上の要求があれば、要求があった日から20日以内に臨時会が召集されなければならない」に改正する

#### 安全保障政策
2022年末に政府が国家安全保障戦略など、安全保障関連の3文書を改定するのに合わせてまとめた国民民主党としての体系的な安全保障政策を同年12月7日に発表した。骨子のみを抜粋して紹介する。

#### 農業政策
2023年5月26日に食料・農業・農村基本法改正に当たっての提言をまとめている。概要と本文があるが、ここでは概要のみ抜粋して紹介する。

#### 政治改革
2024年6月28日発行の国民民主PRESS・号外「政治改革ここがダメ！」版で同年6月に成立した改正政治資金規正法について「抜本改革の名に値しないザル法」だと批判した上で党としての具体的な政治改革案を並べている。

## 組織

### 地方組織
2020年9月26日には愛知県連 と岐阜県連、27日には山形県連、10月9日には東京都連、10月10日には茨城県連、17日には兵庫県連、24日には島根県連、25日には静岡県連 が設立大会を開いた。また、9月26日には和歌山県連 が設立されているほか、公式サイト には北海道連、福島県連、栃木県連、埼玉県連、千葉県連、神奈川県連、新潟県連、富山県連、三重県連、滋賀県連、京都府連、大阪府連、香川県連、長崎県連、大分県連、宮崎県連の存在が記載されている。また、結党から約1年を迎えた2021年9月20日には福岡県連が、12月18日には岡山県連が設立された。さらに2022年2月1日、徳島県連、6日、広島県連、27日、鹿児島県連、28日、群馬県連、3月18日に福井県連、沖縄県連、奈良県連、24日、青森県連が設立された。4月1日、愛媛県連設立。3日、岩手県連設立大会開催、21日、長野県連設立。29日、福井県連設立大会が開催された。2022年4月29日をもって全国47都道府県全てで、県連の設立が完了した。

### 党員・サポーター
党員の資格は「国民民主党の綱領と政策に賛同する18歳以上の日本国民（党規約4条1項）」（党費年間4,000円）、サポーターの資格は「国民民主党を応援したい18歳以上の個人（在外邦人及び在日外国人を含む。党規約6条1項）」（会費年間2,000円）とされている。
党員および日本国民のサポーターは党代表選挙の投票権を有するが（党規約4条3項、6条3項）、外国人のサポーターの投票権は認められていない。党代表選挙での投票や、その前提となる党員・サポーター登録はLINEから実施することができる。党幹事長は「LINEを使った代表選は日本初」としている。
党員・サポーターの人数は合わせて、2020年12月時点で24,631人。2022年2月11日第2回定期党大会、冒頭のあいさつの中で、玉木代表から「昨年10月時点での党員・サポーター数は5万人を超え、倍増目標を達成した。今年度は7万人超えを目指す。」と報告された。ただし、2023年8月3日時点で、2023年国民民主党代表選挙の有権者となった党員・サポーター数は36,682人であった。

### 学生組織
2021年8月13日、国民民主党を応援する10代〜20代の若者を中心として国民民主党学生部準備会が組織され、オンライン会議には党所属議員が参加した。

## 役職

### 代表
代表の任期は原則として就任した年から3年後の9月末日までである（党規約12条1項）。もっとも、任期途中で代表が欠けた場合に、党員投票を実施し臨時党大会で選出された代表の任期は就任翌々年の9月末日（党規約12条5項）、党員投票を実施せず両院議員総会で選出された代表の任期は就任翌年の9月末日となる（党規約12条6項、7項）。
なお、2020年9月の結党大会で選出された初代代表の任期は2020年12月末までとされた（党規約附則2条）。

#### 歴代代表一覧
- 代表選の欄、般は国会議員と公認候補予定者、地方議員、党員・サポーターによる投票[311]、無は無投票。

| 代 | 画像 | 代表       | 代 表 選                     | 就任日 退任日                      | 備考                                                           | 期 |
| -- | ---- | ---------- | ---------------------------- | ---------------------------------- | -------------------------------------------------------------- | -- |
| 1  |      | 玉木雄一郎 | 無                           | 2020年9月11日 2020年12月18日       | 旧国民民主党代表。結党に参加した国会議員による全会一致で就任。 | 1  |
| 1  | 般   | 玉木雄一郎 | 2020年12月18日 2023年9月30日 |                                    | 2                                                              |    |
| 1  | 般   | 玉木雄一郎 | 2023年10月1日 2024年12月3日  | 不倫問題に関して役職停止処分が決定 | 3                                                              |    |
| -  |      | 古川元久   | 無                           | 2024年12月4日 2025年3月3日         | 玉木の役職停止による代行                                       |    |
| 1  |      | 玉木雄一郎 | 般                           | 2025年3月4日 現職                  | 役職停止期間満了により代表職に復帰 任期は2026年9月末まで       | 3  |

### 党役員
2024年11月14日現在
◎は執行役員。〇は党務役員。
| 役職                                               | 氏名       | 衆参別 |   |
| -------------------------------------------------- | ---------- | ------ | - |
| 代表                                               | 玉木雄一郎 | 衆議院 | ◎ |
| 代表代行 国会対策委員長 企業･団体委員長            | 古川元久   | 衆議院 | ◎ |
| 幹事長                                             | 榛葉賀津也 | 参議院 | ◎ |
| 幹事長代行 参議院幹事長 組織委員長                 | 川合孝典   | 参議院 | ◎ |
| 政務調査会長 役員室長 財務局長                     | 濱口誠     | 参議院 | ◎ |
| 選挙対策委員長                                     | 浜野喜史   | 参議院 | ◎ |
| 参議院議員会長 両院議員総会長                      | 舟山康江   | 参議院 | ◎ |
| 副代表 広報委員長代理                              | 礒﨑哲史   | 参議院 | ◎ |
| 広報委員長 参議院国会対策委員長 選挙対策委員長代理 | 伊藤孝恵   | 参議院 | ◎ |
| 副代表                                             | 鈴木義弘   | 衆議院 | ○ |
| 副幹事長 国会対策委員長代理                        | 西岡秀子   | 衆議院 | ○ |
| 副幹事長 人事・総務局長 倫理委員長                 | 竹詰仁     | 参議院 | ○ |
| 選挙対策委員長代行 青年局長                        | 浅野哲     | 衆議院 | ○ |
| 国民運動局長                                       | 田村麻美   | 参議院 | ○ |
| 国際局長                                           | 田中健     | 衆議院 | ○ |
| 国会対策委員長代理                                 | 村岡敏英   | 衆議院 |   |

### 歴代の主な役員表
| 代表       | 代表代行 | 代表代行 | 幹事長     | 政務調査 会長 | 国会対策 委員長 | 選挙対策 委員長 | 参議院議員 会長 | 役員室長 | 就任年月   |
| ---------- | -------- | -------- | ---------- | ------------- | --------------- | --------------- | --------------- | -------- | ---------- |
| 玉木雄一郎 | 前原誠司 | 大塚耕平 | 榛葉賀津也 | 舟山康江      | 古川元久        | 岸本周平        | 小林正夫        | 伊藤孝恵 | 2020年9月  |
| 玉木雄一郎 | 前原誠司 | 大塚耕平 | 榛葉賀津也 | 大塚耕平      | 古川元久        | 前原誠司        | 小林正夫        | 伊藤孝恵 | 2021年12月 |
| 玉木雄一郎 | 前原誠司 | 大塚耕平 | 榛葉賀津也 | 大塚耕平      | 古川元久        | 榛葉賀津也      | 舟山康江        | 濱口誠   | 2022年8月  |
| 玉木雄一郎 | 前原誠司 | 大塚耕平 | 榛葉賀津也 | 大塚耕平      | 古川元久        | 浜野喜史        | 舟山康江        | 濱口誠   | 2023年9月  |
| 玉木雄一郎 | （空席） | （空席） | 榛葉賀津也 | 濱口誠        | 古川元久        | 浜野喜史        | 舟山康江        | 濱口誠   | 2024年4月  |
| 玉木雄一郎 | 古川元久 | 古川元久 | 榛葉賀津也 | 濱口誠        | 古川元久        | 浜野喜史        | 舟山康江        | 濱口誠   | 2024年11月 |

## 政策グループ
旧国民民主党時代より存続している政策グループは民社党の流れを汲む民社協会のみとなっている。会長は、国民民主党の参議院議員である川合孝典。
前原グループは前原以外のメンバー7名全員が新・立憲民主党に参加したため政策グループとしては終了し懇親会となり、階グループは新・立憲民主党の結党に参加した。なお、党所属の無派閥議員の中にはそれらに所属していた経歴を持つ者が多い。また、前原も2023年に国民民主党を離党したため、完全に前原グループは消滅したと言える。

## 党勢

### 衆議院
| 選挙         | 当選/候補者 | 定数 | 議席占有率 | 得票数（得票率）   | 得票数（得票率）    | 備考                     |
| 選挙         | 当選/候補者 | 定数 | 議席占有率 | 選挙区             | 比例代表            | 備考                     |
| ------------ | ----------- | ---- | ---------- | ------------------ | ------------------- | ------------------------ |
| （結党時）   | 6/-         | 465  | 1.29%      |                    |                     | 入党+1、繰り上げ当選+1。 |
| 第49回総選挙 | 11/27       | 465  | 2.36%      | 1,246,812（2.17%） | 2,593,375（4.51%）  | 離党-4。                 |
| 第50回総選挙 | 28/42       | 465  | 6.02%      | 2,349,583（4.33%） | 6,172,434（11.32%） | 離党-1。                 |

### 参議院
| 選挙           | 当選/候補者 | 非改選 | 議席計 | 定数 | 議席占有率 | 得票数（得票率）   | 得票数（得票率）   | 備考           |
| 選挙           | 当選/候補者 | 非改選 | 議席計 | 定数 | 議席占有率 | 選挙区             | 比例代表           | 備考           |
| -------------- | ----------- | ------ | ------ | ---- | ---------- | ------------------ | ------------------ | -------------- |
| （結党時）     | 7/-         | -      | 7      | 245  | 2.85%      |                    |                    | 入党+5。       |
| 第26回通常選挙 | 5/22        | 5      | 10     | 248  | 4.03%      | 2,038,654（3.83%） | 3,159,657（5.96%） | 入党+1離党-2。 |
| 第27回通常選挙 | 17/41       | 5      | 22     | 248  | 8.87%      | ?                  | 7,620,489（12.9%） |                |

## 支持層と世論調査

### 選挙結果と世論調査による支持層内訳
第50回衆院選では現役世代重視・「手取り(実質賃金)を増やす」という労働者層重視を掲げることで国民民主党が議席を増加させた。
また選挙後の2024年12月に読売新聞社実施した全国世論調査では、政党支持率が自民党に次ぐ2位となり、野党第一党の立憲民主党を支持率で超えた。「年収103万円の壁」見直しなど政策実現に向けた取り組みが評価された為とされ、立憲民主党など他の野党は埋没気味と報道された。同月の朝日新聞の世論調査によると、「18歳以上-60代未満」の支持率が高い。特に「18～29歳」では国民民主党の支持率は28%であり、全政党トップとなった。また、40代・50代でも、国民民主党への支持率が、立憲民主党の2倍以上となっている。一方、立憲民主党は60代以上に支持層が偏っている。2025年3月のJNN(TBS系)の世論調査では、立憲・国民両党で差が2倍に広まった。
なお結党以来、男性の支持が強い傾向にある。2025年5月のNHKの世論調査では、男性の支持が女性の支持の約5倍となっている。

### 支援団体
- 国民民主党の前身である民主党や民進党を支援してきた連合(日本労働組合総連合会)の中では、民間企業系（＝旧同盟）の労働組合が国民民主党を支持する傾向にあり、官公労系や旧国営企業系の労働組合（＝旧総評）は立憲民主党を支持する傾向にある[327][328]。
- 連合は、2020年には、次期衆院選に向けて「立憲民主党を連合総体として支援する」との基本方針を決めた一方、2024年の衆院選では立憲民主党と国民民主党の両党を「政権を担う勢力の核になる」と位置づけたうえで、政策面での合意を促し、両党を支援していく姿勢を示している[329][330]。
  - 旧国民民主党を支援していた6つの産業別労働組合のうち、電力総連、電機連合の2つの団体の組織内国会議員は新国民民主党に参加した[49]。旧国民民主党解党後の各組織の国会議員の帰属先は以下のとおり。一方、パナソニックグループ労組（電機連合傘下）の組織内候補である平野博文（大阪11区）のように、各産業別労働組合に関係があっても新・立憲民主党に参加した者もいる。

| 団体名     | 組織内議員 | 衆議院議員    | 参議院議員 （2028年改選） | 参議院議員 （2031年改選） | 所属政党   |
| ---------- | ---------- | ------------- | ------------------------- | ------------------------- | ---------- |
| 電力総連   | 竹詰仁     |               | 比                        |                           | 国民民主党 |
| 電力総連   | 浜野喜史   |               |                           | 比                        | 国民民主党 |
| 電機連合   | 浅野哲     | 選（茨城5区） |                           |                           | 国民民主党 |
| 電機連合   | 平戸航太   |               |                           | 比                        | 国民民主党 |
| UAゼンセン | 川合孝典   |               | 比                        |                           | 国民民主党 |
| UAゼンセン | 田村麻美   |               |                           | 比                        | 国民民主党 |
| 自動車総連 | 濱口誠     |               | 比                        |                           | 国民民主党 |
| 自動車総連 | 礒﨑哲史   |               |                           | 比                        | 国民民主党 |

- 結党当初は、上記の他、自動車総連の衆議院議員として、愛知県第11区に古本伸一郎（無所属、会派：立憲民主・無所属）もいたが、第49回総選挙に立候補しなかった。
- JAMと日本基幹産業労働組合連合会は民間企業労組であるため、従前国民民主党を支援してきた。しかし、2022年の第26回参議院議員通常選挙より選挙に「絶対に勝たなくてはならない」として政策面ではやや隔たりのある、立憲民主党に組織内候補を擁立し、支援政党を鞍替えしている[331]。
- 国民改革懇話会を党の政治資金団体として、指定している[332]。
- 発足翌月である2020年10月には、「立憲・社民党」との衆議院会派から立憲の枝野幸男代表と連合の神津里季生会長から「再考してほしい」などと慰留をされたが、離脱した[333]。新立憲民主党への合流勢も所属していた旧国民民主党時代は参画していた所謂民共共闘の市民連合とは、新国民民主の発足翌年である2021年に反原発など相容れない主張により協力は解消した。その一方で立憲民主、共産、社民、れいわ新選組の4党は市民連合との政策合意で共闘継続した[334]。他には、旧同盟系の政治団体や社会運動団体（民社協会、友愛協会、核兵器廃絶・平和建設国民会議、富士政治大学校、政策研究フォーラムなど）が現在に至るまで国民民主党と協力、交流する関係にある。

## キャッチコピー
| 年            | キャッチコピー                                                                 | 代表       |
| ------------- | ------------------------------------------------------------------------------ | ---------- |
| 2020年 - 現在 | 「政策がある」 「動け、日本。」 「給料を上げる。国を守る」「手取りを増やす。」 | 玉木雄一郎 |